# Fire (U2)
Fire è un singolo del gruppo musicale irlandese U2, pubblicato il 3 luglio 1981 come primo estratto dal secondo album in studio October.
Di questo singolo esiste anche una versione alternativa, intitolata Saturday Night, che pur mantenendo, quasi inalterata, la stessa base musicale, presenta un testo diverso e che in occasione dell'uscita della versione rimasterizzata dell'album d'esordio del gruppo, Boy, è stata inserita nel CD bonus.
Il 12 giugno 2021, per celebrare il quarantesimo anniversario dall'uscita del singolo, il gruppo lo ha ripubblicato in concomitanza con l'annuale Record Store Day.

## Tracce
Testi e musiche degli U2.

### Edizione del 1981
7" (Australia, Irlanda, Nuova Zelanda, Regno Unito)
- Lato A

1. Fire – 3:48

- Lato B

1. J. Swallo – 2:18

Doppio 7" (Irlanda, Regno Unito)
- Lato A

1. Fire – 3:50

- Lato B

1. J. Swallo – 2:18

- Lato C

1. 11 O'Clock Tick Tock/The Ocean (Live) – 7:06

- Lato D

1. Cry/The Electric Co. (Live) – 4:56

### Riedizione del 2021
12"
- Lato A

1. Fire
2. J Swallow

- Lato B

1. Fire (Live at Werchter, Belgium, July 1982)
2. Fire (Live at Hammersmith Palais, London, December 1982)

## Formazione
- Bono – voce
- The Edge – chitarra, pianoforte
- Adam Clayton – basso
- Larry – batteria

## Classifiche
| Classifica (1981) | Posizione massima |
| ----------------- | ----------------- |
| Regno Unito       | 35                |